# Cabeça da Virgem (Pittoni, Estrasburgo)
A Cabeça da Virgem (em italiano: Testa della Vergine), é uma obra de arte do artista italiano Giambattista Pittoni. O trabalho, realizado em torno de 1730, é exibido no Museu de Belas Artes de Estrasburgo, parte da coleção permanente, catalogado com o número 563.

## Descrição

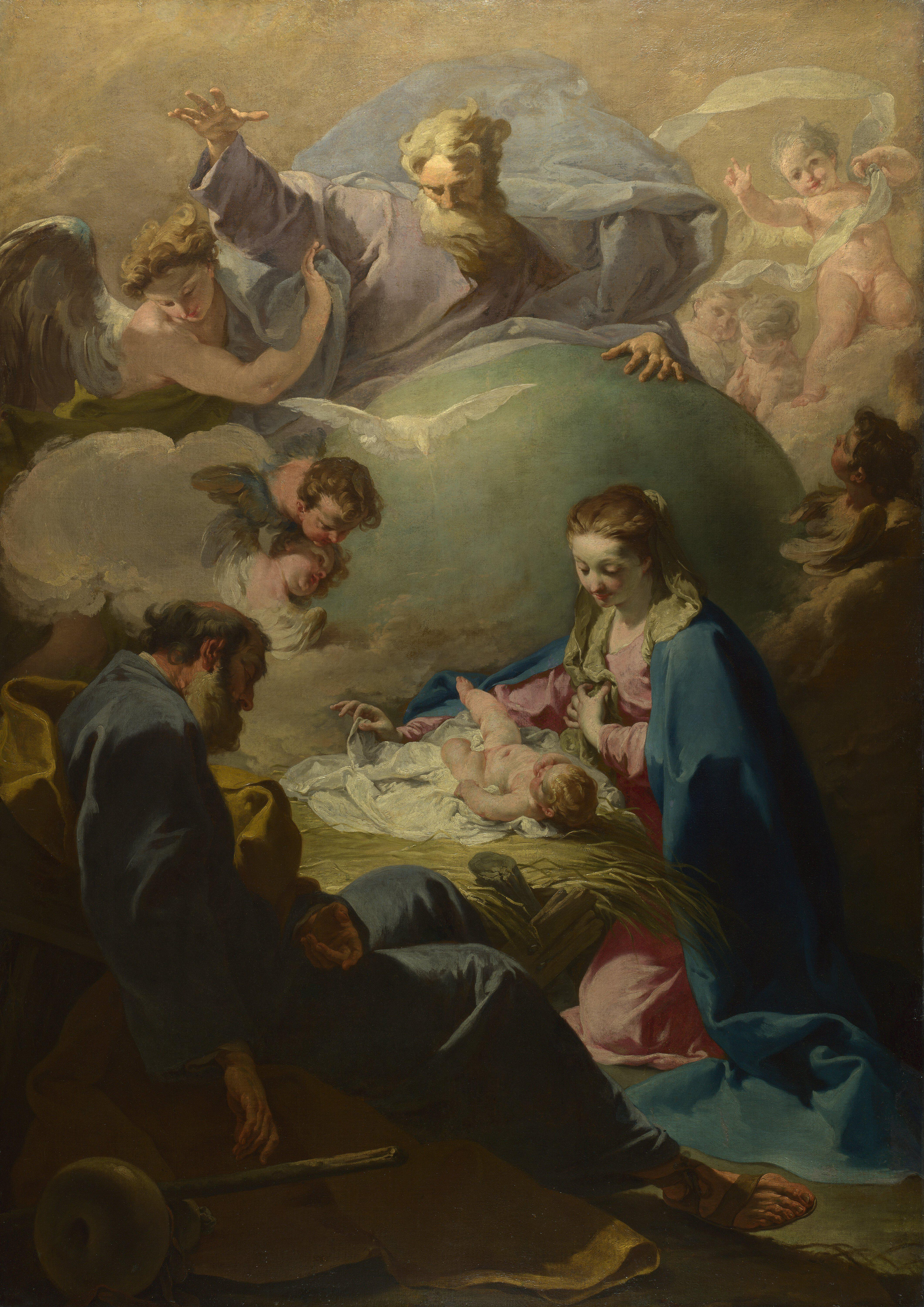
Natività con Dio Padre e lo Spirito Santo, National Gallery, Londres.

O toque pictórico removido, a paleta delicada, são características típicas de Pittoni. O trabalho é um detalhe da pintura Natività con Dio Padre e lo Spirito Santo encontrada na National Gallery de Londres. É possível que esta pintura seja uma tela criada para venda por Pittoni, ou um esboço preparatório (bozzetto) para a cópia de Berlim.
O toque pictórico removido, a paleta delicada, são características típicas da pintura veneziana do início do século XVIII, da qual esta Cabeça da Virgem é um testemunho importante.
A suavidade extraordinária e a modulação sutil das formas, as gradações sutis de luz e sombra refletem o profundo conhecimento científico adquirido por Pittoni no campo dos fenômenos ópticos.

## Interpretação
Olhos fechados, olhando para baixo, para a época, uma representação única e rara da Madona, que também se repete no Pittoni Natividade com Deus Pai e o Espírito Santo da Galeria Nacional de Londres museu. É possível que Pittoni procure mais força mística, exasperando a interpretação do crítico Alexander Nagel em "Cabeça de uma mulher" de Leonardo da Vinci, na qual "os olhos não focalizam nenhum objeto externo e dão a impressão de que eles permanecerão onde estão: eles vêem através do filtro de um estado interior, em vez de receber impressões imediatas do mundo exterior. É a atitude de estar suspenso em um estado mental além do pensamento específico, inconsciente, mesmo, de seu próprio corpo. ... aqui uma vida interior é sugerida por uma nova ordem de efeitos pictóricos, sem recurso a ação ou narrativa."

## Representações célebres
Outras representações semelhantes da Cabeça da Madona;
- A Madona das Rochas, obra-prima de Leonardo da Vinci (1483-1486), que também pintou diversas outras Madonas, como A Virgem e o Menino com Santa Ana (1508-1513) e a Madona Benois (1475-1478)
- Madona e o Menino Entronados com Santos, de Rafael Sanzio (1504-1505)

## Artigos relacionados
- Cabeça de Mulher, a cópia de Leonardo da Vinci.
- Cabeça da Virgem, a cópia de Berlim.